# 상록초등학교 (경기)
상록초등학교(常綠初等學校)는 대한민국 경기도 안산시에 있는 공립 초등학교이다.

## 학교 연혁
- 1993년 3월 1일 : 개교, 초대 유창수 교장 부임
- 1997년 2월 10일 : 학교 급식 실시

## 참고 자료
- 상록초등학교 - 한국교육학술정보원 학교알리미